# Adelantado
Adelantado var en befattning, lik en guvernör eller ståthållare, inrättad av de spanska conquistadorerna i det koloniala Latinamerika.
Adelantadon var den spanske kungens högste representant, och från och med Ferdinand III:s tid till slutet av 1500-talet hade adelantadon den samlade administrativa makten över provinser och distrikt inom sitt område.